# Bengt Stensson (Natt och Dag)
Bengt Stensson (Natt och Dag), död 1450 eller 1451, var en svensk riddare, riksråd och lagman i Närkes lagsaga. Han var son till Sten Bosson (Natt och Dag) och Ingeborg Karlsdotter och far till Magnus Bengtsson (Natt och Dag).

## Biografi
Bengt Stensson var son till Sten Bosson (Natt och Dag) Ingeborg Karlsdotter. Han blev riddare vid kung Eriks kröning 1397 och blev senare hövitsman på Styresholm i Styrnäs socken, vilket han överlämnade till Algot Magnusson 6 augusti 1405. Bengt Stensson var 1409 medlem av räfstetingen i Uppland och blev 20 januari 1410 lagman i Närke. Han blev 1413 riksråd och beseglade i september 1434 anklagelsebrevet mot kung Erik till norska rådet, hansestäderna med flera. Bengt Stensson var 1435 en av de som av kung Erik var påtänkt till riksdrots. Han innehade under Engelbrekt Engelbrektssons resning Tälje slott, då han därifrån uppbringade ett lybskt handelsfartyg, vilket stred mot det löfte riksrådet gett hansestäderna, lät Engelbrekt Erik Puke belägra och bränna Tälje hus, varigenom han råkade i tvist med Engelbrekt. Bengt Stensson flydde sedan hans son Måns Bengtsson (Natt och Dag) mördat Engelbrekt den 27 april 1436, fastän förlikning ingåtts i tvisten mellan fadern och Engelbrekt. Han avled 1451.
Han var en av Erik av Pommerns betrodda män i Sverige och ombesörjde kungens privata affärer men anslöt sig trots detta till upproret år 1434. 
Som riksråd ingick Bengt Stensson i den grupp som avsade sig sin tro och huld till kung Erik av Pommern, och i egenskap av riksråd undertecknade han rådets brev till Tyska orden den 9 juni 1435.
Tillsammans med biskoparna Knut och Tomas, riddarna Nils Gustafsson (Rossviksätten), Gotskalk Bengtsson (Ulf) och Nils Erengislesson, väpnarna Karl Ormsson (Gumsehuvud), Nils Jönsson, Karl Gädda, Matts Ödgislesson Lillie och Johan Karlsson (Färla) var Bengt Stensson ett av de svenska riksråd som år 1434 undertecknade en misstroendeklaration mot kung Erik där riksråden avsade sig sin tro och huld till kungen och förklarade honom för rikets fiende.
Han kom dock snart i motsättning till de folkliga upprorsledarna och anses ha legat bakom sonen Måns mord på Engelbrekt Engelbrektsson. Under senare delen av sitt liv tillhörde han Karl Knutssons motståndare.

### Egendom
Bengt Stensson ägde Göksholms slott i Stora Mellösa socken.

### Familj
Bengt Stensson gifte sig första gången före 1399 med Kristina Magnusdotter, dotter av riddaren Magnus Håkansson (kluven sköld, i högra fältet en leopard, i vänstra en halv lilja) och Margareta. De fick tillsammans barnen Brita Bengtsdotter (död före 1462) som var gift med hövitsmannen, riddaren och riksrådet Arent Bengtsson och riddaren, riksrådet och lagmannen Måns Bengtsson (Natt och Dag) (död omkring 1477).